# Circaetus cinerascens
Circaetus cinerascens là một loài chim trong họ Accipitridae.